# USS Arizona (BB-39)
El USS Arizona fue un acorazado de la clase Pennsylvania de la Armada de Estados Unidos. Este buque fue el tercero en ser nombrado así, en honor al estado número 48 de ese país. Fue construido en 1916 y vio acción en la Primera Guerra Mundial. Es más conocido por su espectacular y catastrófico hundimiento con la pérdida de 1117 vidas, durante el ataque japonés a Pearl Harbor, el 7 de diciembre de 1941, evento que llevó a Estados Unidos a participar en la Segunda Guerra Mundial. El pecio no fue rescatado y sigue en el fondo del puerto. Hoy en día es un monumento en memoria de aquellos que perecieron aquel día.
El USS Arizona es uno de los tres únicos acorazados que han sido filmados en el momento de su hundimiento junto al Szent István  y al HMS Barham.

## Construcción
El 4 de marzo de 1913, el Congreso de los Estados Unidos autorizó la construcción del segundo y último acorazado de la clase Pennsylvania; su quilla fue colocada en el Astillero Naval de Brooklyn el 16 de marzo de 1914 y fue botado el 19 de junio de 1915, siendo la madrina del acto la señorita Esther Ross, hija del prominente ciudadano W.W. Ross, de Prescott, Arizona. Entró en servicio el 17 de octubre de 1916, bajo el mando del capitán John D. McDonald.

## Años 1910
El Arizona partió de Nueva York el 16 de noviembre de 1916, para ejercicios de entrenamiento en Virginia y Newport; después partió hacia la bahía de Guantánamo. Volvió al norte de Norfolk, el 16 de diciembre, para probar su batería y realizar ejercicios de defensa contra torpedos. El acorazado regresó al astillero en donde fue construido, un día antes de la Navidad de 1916, para un posterior ajuste en sus sistemas. Completadas las reparaciones y alteraciones a su desarrollo original el 3 de abril de 1917, abandonó el astillero para unirse a la octava división de acorazados, en Norfolk.
A los pocos días, los Estados Unidos abandonaron su frágil neutralidad en el conflicto bélico en Europa y entraron en la Primera Guerra Mundial. El nuevo acorazado operado desde Norfolk, durante la guerra, actuó como un artillero en la formación de buques y en las patrullas de las aguas del litoral oriental desde Virginia a Nueva York. Al consumir fueloil, no había sido desplegado en las aguas europeas debido a la escasez de combustible en las islas británicas, la base de otros acorazados americanos enviados a la ayuda del Gran Flota.
Una semana después del armisticio del 11 de noviembre de 1918, el Arizona se desplazó de Hampton Roads a la Isla de Pórtland, Inglaterra, y llegó a su destino el 30 de noviembre. Se hizo a la mar con su división el 12 de diciembre y se encontró con el buque de transporte SS George Washington, nave que trasladaba al presidente Woodrow Wilson a la Conferencia de Paz de París. El Arizona, uno de los más nuevos y más poderosos acorazados de Estados Unidos, formó parte de la escolta de honor del convoy del presidente Wilson en su viaje a Francia el 13 de diciembre.

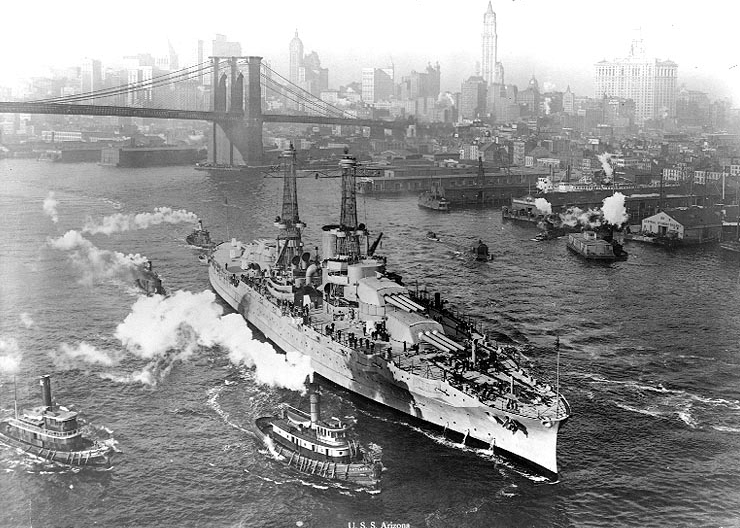
El USS Arizona (BB-39) en la bahía de Nueva York (1916).

Como precursora a la Operación alfombra mágica, de la Segunda Guerra Mundial, el Arizona embarcó a 238 veteranos de guerra desde Brest hasta Nueva York el 14 de diciembre. Arribó a la estación Ambrose Light en la tarde del día de Navidad. Al día siguiente, el secretario de Marina, Josephus Daniels, que fue trasladado en el yate Mayflower a la Estatua de la Libertad, pasó revista al buque Arizona antes de que este entrara al puerto de Nueva York en una gran celebración de bienvenida. El buque navegó hacia Hampton Roads, regresando a su base en Norfolk al día siguiente.
El Arizona navegó hacia la bahía de Guantánamo con la flota el 4 de febrero y arribó el día 8 del mismo mes; después participó en pruebas de batalla y de maniobra. El buque zarpó hacia Trinidad el 17 de marzo, arribando 5 días después, donde visitó el puerto por un periodo de 3 días. Regresó a la bahía de Guantánamo el 29 de marzo por un breve periodo, para después navegar a Hampton Roads el 9 de abril, arribando a puerto el día 21 de abril. El buque zarpó del puerto de Brest el 3 de mayo con destino a Turquía y llegó al puerto de Esmirna (más tarde conocido como Izmir), para proteger a las ciudadanos que vivían ahí durante la ocupación griega a ese puerto, ocupación que era dificultada mediante disparos de arma de fuego por parte de ciudadanos turcos. El Arizona proveyó de refugio temporal también a ciudadanos griegos. Además, el destacamento del buque vigiló el consulado estadounidense. Un número de ciudadanos estadounidenses también permanecieron en el Arizona, hasta que las condiciones permitieron su regreso a tierra. Al salir de Esmirna, el 9 de junio el acorazado llevó al cónsul general de Estados Unidos en Estambul, Turquía, a ese puerto, antes de zarpar hacia el puerto de Nueva York a través de Gibraltar, llegando a su destino el 30 de junio.

## Años 1920

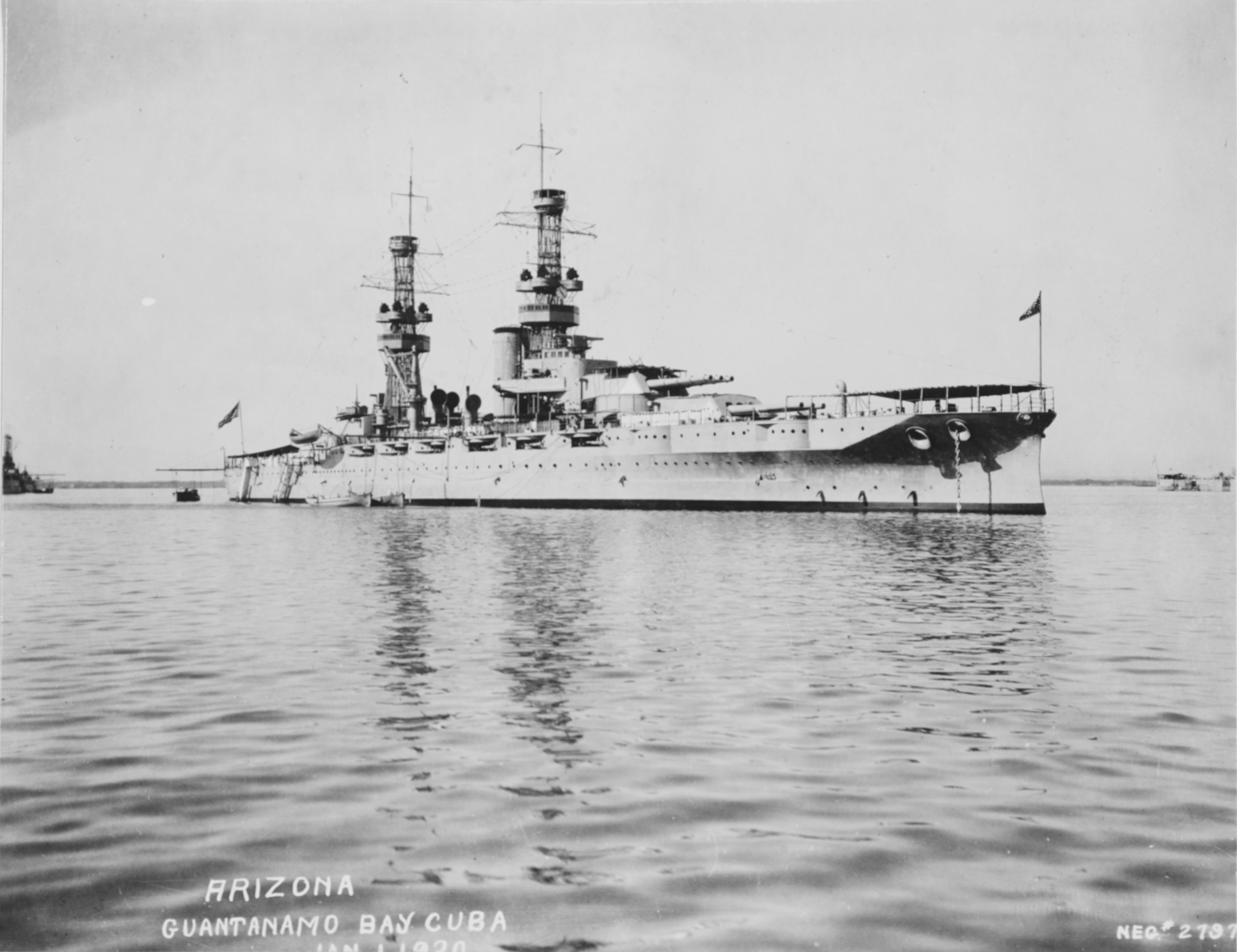
El USS Arizona (BB-39) anclado en la bahía de Guantánamo, Cuba, el 1 de enero de 1920.

Introducido en el New York Navy Yard de Nueva York para mantenimiento, incluida la supresión de seis de los veintidós cañones originales de 127 mm, poco después el acorazado dejó ese puerto el 6 de enero de 1920, para unirse a la séptima división de acorazados para realizar maniobras de invierno y primavera en el Caribe. El buque fue operado fuera de la bahía de Guantánamo durante este período, y también visitó Bridgetown, Barbados, las Indias Occidentales Británicas y Colón, en la Zona del Canal, antes de navegar hacia Nueva York, arribando ahí el 1 de mayo. Zarpando nuevamente de Nueva York, el Arizona fue operado al sur de Drill Grounds y visitó Norfolk y Annapolis antes de regresar a Nueva York el 25 de junio. Durante los siguientes seis meses, el buque fue operado de forma local en Nueva York. Durante ese tiempo se le dio al casco la clasificación BB-39 el 17 de julio, y el 23 de agosto pasó a ser el buque insignia de la séptima división de acorazados al mando del almirante Edward V. Eberle.
Zarpando de Nueva York el 4 de enero de 1921, el Arizona se unió a la flota que navegaba en la bahía de Guantánamo y la zona del Canal de Panamá. Arribó a Colón, en el lado del Atlántico del istmo fluvial el 19 de enero. El Arizona viajó a través del canal ese día por primera vez, llegado a la bahía de Panamá el 20 de enero, en camino al Callao (Perú). La flota arribó nueve días después, el 31 de enero, para una visita de seis días. El Arizona fue visitado por el presidente del Perú. Se puso en marcha hacia Balboa, arribando a su destino el día 14. Cruzó el canal de nuevo al día siguiente del cumpleaños de Washington. El acorazado llegó a la bahía de Guantánamo el día 26. Fue operado desde allí hasta el 24 de abril, cuando navegó de regreso a Nueva York, vía Hampton Roads.

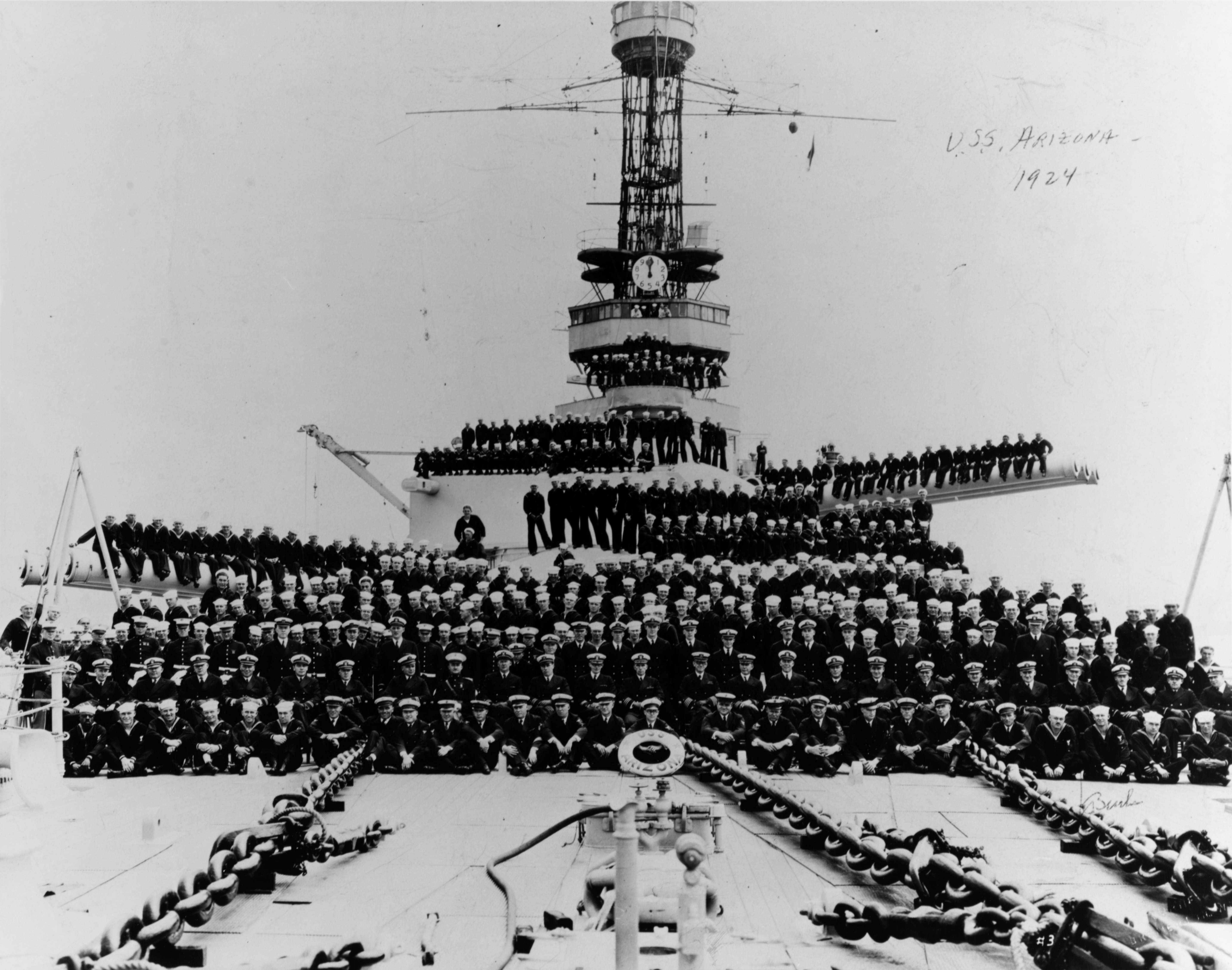
El USS Arizona (BB-39) con su tripulación (1924).

El Arizona llegó a Nueva York el 29 de abril, y permaneció allí para revisión hasta el 15 de junio. El buque partió desde allí a Hampton Roads, y el 21 a Cabo Charles con observadores del ejército y la armada a presenciar los bombardeos experimentales del ex-submarino alemán U-117. Posteriormente volvió a Nueva York, en el acorazado se izó la bandera del Vicealmirante John D. McDonald (que, como capitán, ha sido el primero en ser comandante en jefe del Arizona) el 1 de julio y partió hacia Panamá y Perú el 9 de julio. Llegó al puerto del Callao el 22 de julio como buque insignia de la Fuerza de Batalla, de la flota del Atlántico, para observar las celebraciones del Centenario la independencia peruana. El 27 de julio, el vicealmirante McDonald representó a los Estados Unidos en la inauguración de un monumento que conmemora los logros de José de San Martín, que había liberado Perú de la Corona española un siglo antes. Zarpó rumbo a la bahía de Panamá el 3 de agosto, el Arizona se convirtió en buque insignia de la séptima división de acorazados, cuando el vicealmirante McDonald, fue transferido al USS Wyoming (BB-32) e izó su bandera a bordo como comandante de la división. El 10 de agosto navegó a Balboa y en los días siguientes, el buque zarpó a San Diego, arribando el 21 de agosto.
Durante los siguientes 14 años, el Arizona sirvió alternativamente con las banderas de las divisiones 2, 3 o 4 de acorazados. Con base en San Pedro, durante este periodo el Arizona operó con la flota en áreas frente a la costa sur de California o en el Caribe durante las concentraciones de la flota por problemas en esa zona. Participó en una sucesión de pruebas (las maniobras anuales de la flota problema culminaron con la formación del año), que iban desde el mar Caribe a las aguas de la costa occidental de América Central y a la zona del canal; de las Indias Occidentales a las aguas entre Hawái y la costa oeste de Estados Unidos. Después de su participación en las maniobras de flota IX, en enero de 1929, el Arizona cruzó el Canal de Panamá el 7 de febrero con destino a la Bahía de Guantánamo donde fue operado a partir de abril. El buque zarpó con destino a Norfolk a donde entró el 4 de mayo para prepararse para su modernización.
Su comisión le fue reducida el 15 de julio. El Arizona estuvo en dique durante los siguientes 20 meses, se le cambiaron trípodes, mástiles, se agregaron tres niveles de control de incendios, se remplazó la vieja caja maestra, el número de cañones de 51 mm se redujo a doce, y a ocho los de 127 mm, 25 cañones antiaéreos calibre 50 mm, remplazaron a los de 76 mm. Además recibió blindaje adicional para proteger sus equipos vitales de los disparos enemigos, y burbujas para protegerlo de torpedos o para esquivar los daños causados por las bombas cercanas. También recibió nuevas calderas, así como también se reemplazaron las principales turbinas de crucero de vapor, volvió a entrar en comisión el 1 de marzo de 1931.

## Años 1930

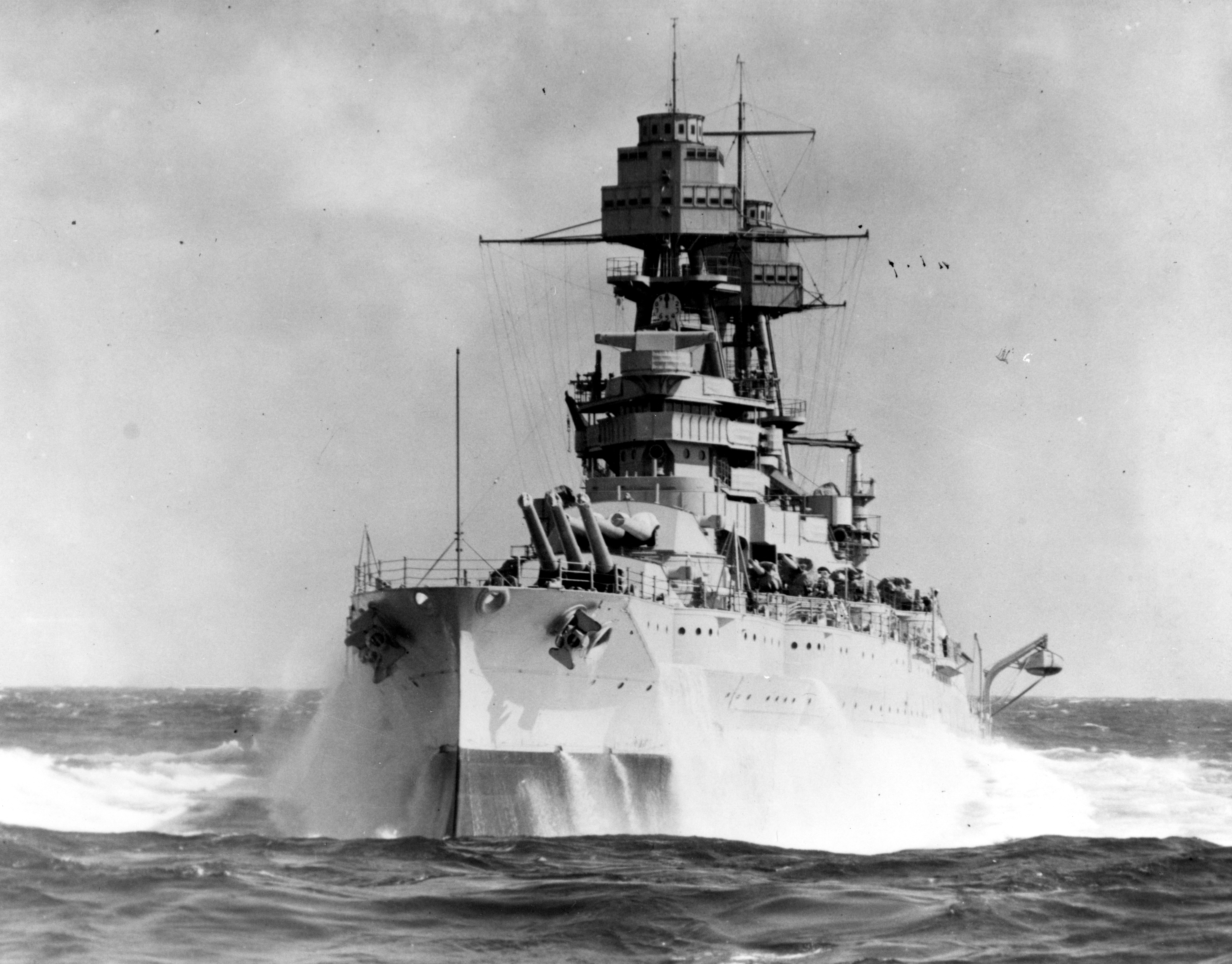
El USS Arizona (BB-39) navegando tras su modernización con sus nuevos mástiles trípodes.

Poco más de dos semanas después, el 19 de marzo, el presidente Herbert Hoover se embarcó a bordo del acorazado recientemente modernizado y navegó hacia Puerto Rico y las Islas Vírgenes, saliendo ese día del mar de Hampton Roads. De vuelta el 29 de marzo, el Arizona desembarcó el jefe del ejecutivo y su partido en Hampton Roads nuevamente, y procedió luego al norte a Rockland, Maine para ejecutar sus pruebas de postmodernización, después de una visita a Boston el acorazado fue a Norfolk, de donde navegó por San Pedro el 1 de agosto, asignado a la tercera división de acorazados.
Durante esta década, el Arizona siguió operando con la flota de acorazados y tomó parte en las maniobras en aguas del Pacífico y el norte de Alaska, a las que rodean a las Indias Occidentales y en las aguas del este de las Antillas Menores. El buque y su tripulación aparecieron, en 1935, en una película de James Cagney para Warner Brothers, "Here Come the Navy" (Aquí viene la Armada), que hizo extenso uso de filmaciones del exterior del buque, así como de escenas filmadas a bordo. El 17 de septiembre de 1938, el buque se convirtió en el buque insignia de la primera división de acorazados, cuando el almirante Chester Nimitz (después de convertirse en Comandante en Jefe de la Flota del Pacífico) izó su bandera a bordo; el 27 de mayo de 1939 al convertirse en Jefe de la Oficina de Navegación, Nimitz fue relevado por el almirante Russell Willson.

## Años 1940
Las últimas maniobras del Arizona fueron la XXI, a su conclusión, la flota de Estados Unidos fue retenida en aguas hawanianas, con base en Pearl Harbor. El buque operó en el área de Hawái hasta finales del verano, cuando regresó a Long Beach California el 30 de septiembre de 1940, posteriormente fue enviado a revisión al Puget Sound Navy Yard, en Bremerton, Washington en el año siguiente. Las baterías antiaéreas, fueron incrementadas a doce cañones calibre 5"/25. Su último cambio de bandera de comando ocurrió el 23 de enero de 1941, cuando el almirante Willson fue relevado como comandante de la primera división de acorazados por el almirante Isaac C. Kidd.
El buque regresó a Pearl Harbor el 3 de febrero para reanudar el entrenamiento intensivo que mantenía la flota del Pacífico. Hizo su última visita a la costa oeste, dejando Pearl Harbor el 11 de junio rumbo a Long Beach, regresando a su base en Hawaí el 8 de julio. Durante los próximos cinco meses continuó con ejercicios y maniobras de batalla de diversa índole, y ejercicios de formación y tácticos en el área de operaciones de Hawái. El acorazado fue sometido a una breve revisión de la marina, en Pearl Harbor que inició el 27 de octubre, recibiendo las bases de un radar de búsqueda en lo alto de su mástil principal, realizó su último entrenamiento con sus compañeros de división USS Nevada y USS Oklahoma, realizando ejercicios de tiro nocturnos la noche de 4 de diciembre. Los tres buques fueron anclados a lo largo de la isla de Ford.
Programado para recibir mantenimiento por el buque de reparaciones USS Vestal durante todo el 6 de diciembre. Los dos buques estaban anclados juntos la mañana de 7 de diciembre, entre los hombres a bordo del Arizona se encontraban el almirante Kidd y el capitán del buque, Franklin Van Valkenburgh.

## 7 de diciembre de 1941

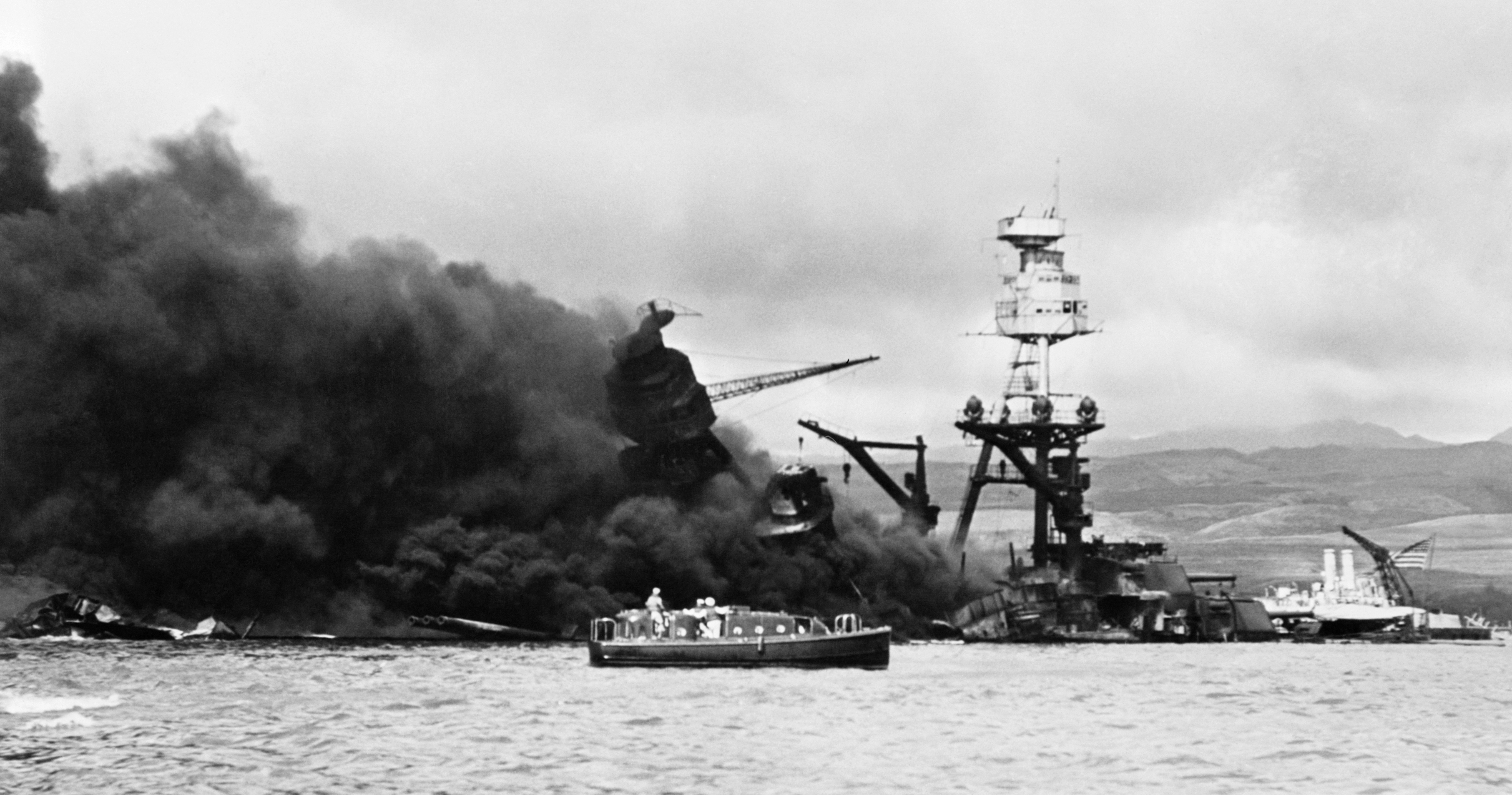
El USS Arizona ardiendo después del ataque a Pearl Harbor.

Poco antes de las 08:00, aviones japoneses de la Sexta Flota atacaron la flota del Pacífico que estaba en Pearl Harbor, dos oleadas seguidas causaron devastación en la línea de batalla y en las instalaciones militares de defensa de Pearl Harbor. A bordo del Arizona, la alarma del buque sonó a las 07:55, poco después de las 08:00 el acorazado pasó a zafarrancho general, esto es, se inició formalmente el aviso de batalla naval. Una bomba lanzada desde gran altitud desde un avión japonés Nakajima B5N Kate del portaaviones Kaga, impactó la parte lateral de la torreta número 4 y penetró en la cubierta, causando un pequeño incendio con mínimos daños.

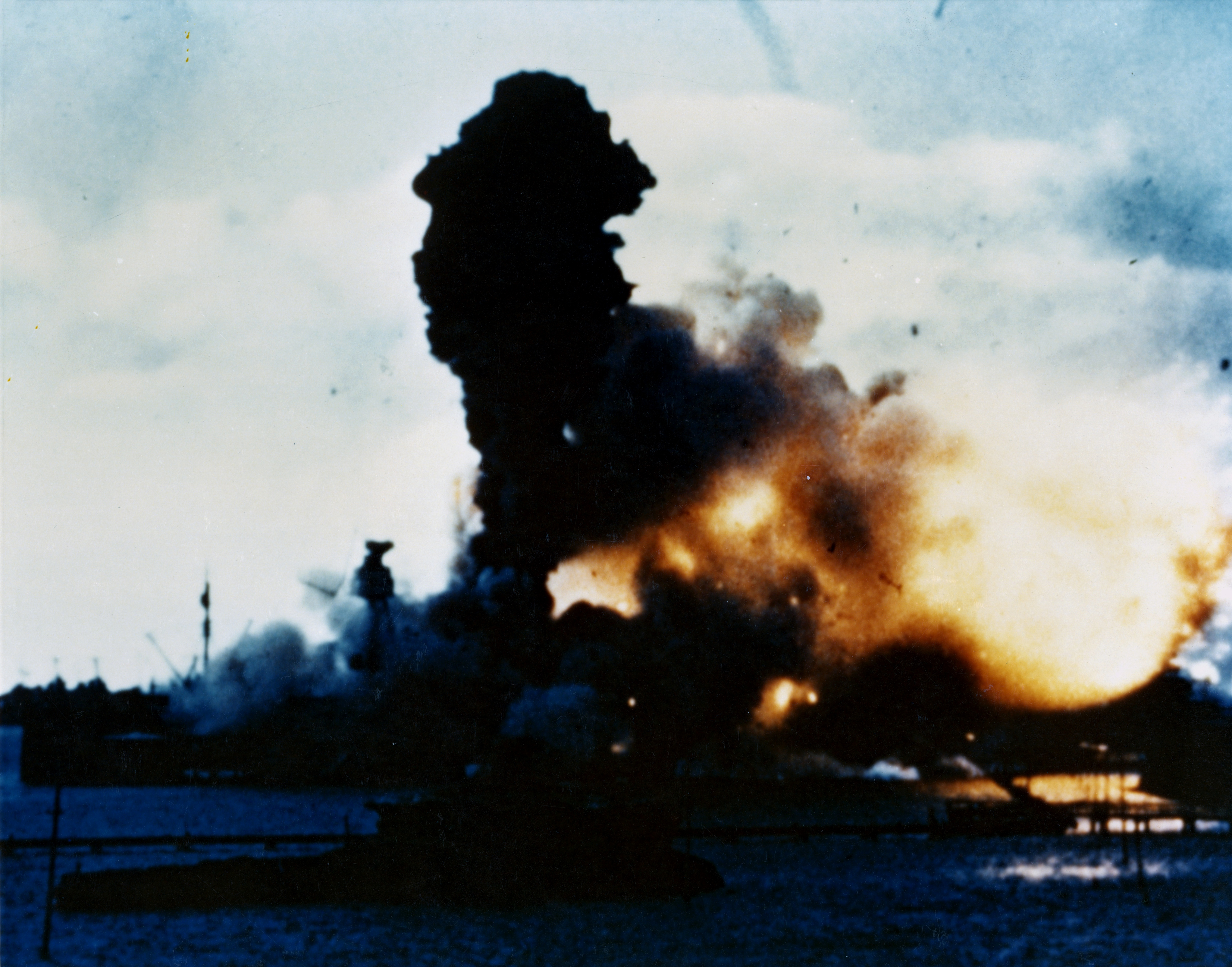
Explosión de los compartimientos delanteros del Arizona.

A las 8:06 una bomba de otro avión tipo Kate, procedente del portaaviones japonés Hiryū impactó a estribor de las torretas 1 y 2, la posterior explosión destruyó la parte anterior del Arizona, debido a la detonación de los cartuchos de municiones, localizados en la sección blindada, bajo la cubierta. La mayoría de los expertos parecen estar de acuerdo en que la bomba podría haber perforado el blindaje. Por el contrario, también se ha aceptado, que los cartuchos de pólvora negra (utilizados para accionar las catapultas de los hidroaviones) explotaron en primer lugar, encendiendo todos los cartuchos, utilizados para el armamento principal del buque. Un informe de la Oficina de Naves (BuShips), de 1944, sugiere que una escotilla del depósito de los cartuchos de pólvora negra se dejó abierta, tal vez con materiales inflamables almacenados cerca. Un sitio histórico de la Armada de los Estados Unidos, sugiere también que la pólvora negra pudo haber sido almacenada fuera del depósito blindado. Sin embargo, parece poco probable que se pueda encontrar una respuesta definitiva a este asunto.
El crédito del hundimiento, fue oficialmente dado al oficial japonés Noburu Kanai, quien es considerado por la fuerza aérea japonesa, como un bombardero fuera de serie. Su piloto fue Tadashi Kusumi. La explosión cataclísmica destrozó la parte anterior del barco, dando origen a una serie de feroces incendios que ardieron durante dos días, una lluvia de desechos cayó en la vecina isla Ford. Irónicamente, esta explosión apagó el incendio en el buque de reparación Vestal, que se encontraba anclado a un lado (de haber explotado el Vestal, de todos modos habría arrasado al Arizona).

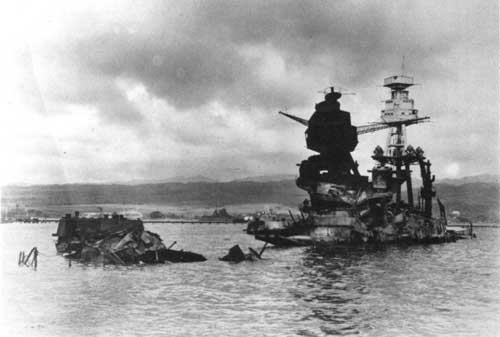
El pecio del Arizona tras el ataque.

Los actos de heroísmo por parte de los tripulantes del Arizona fueron muchos, encabezados por los de teniente comandante Samuel G. Fuqua, oficial de control de daños del buque, cuya determinación en el intento de sofocar los incendios y llevar a los supervivientes fuera de la nave le valió la Medalla de Honor. Póstumas condecoraciones de la Medalla de Honor también se otorgaron al almirante Isaac C. Kidd, el primer oficial que cayó muerto en la guerra del Pacífico, y al capitán Franklin Van Valkenburgh, que alcanzó el puente y estaba tratando de defender su barco cuando la bomba explotó en sus compartimientos bajo cubierta y lo destrozó. La explosión que destruyó el Arizona, y lo hundió a un costado de la isla Ford, causó un total de 1177 bajas, de los 1400 miembros de la tripulación, más de la mitad de las bajas sufridas ese día por la Flota del Pacífico.
Colocado "en lo común" en Pearl Harbor el 29 de diciembre, el Arizona fue dado de baja del registro de buques de la Armada el 1 de diciembre de 1942. Sus restos se redujeron muy poco de la superestructura por encima del agua; después de que su batería principal torretas y cañones fueron retirados (con la excepción de la torreta N.º 1, descubierta durante una inmersión en 1983) para ser emplazadas en la costa. Según la lista oficial de buques hundidos durante la Segunda Guerra Mundial, incorrectamente el Arizona permanece en comisión, al igual que el USS Constitution.

## Honores y memoriales

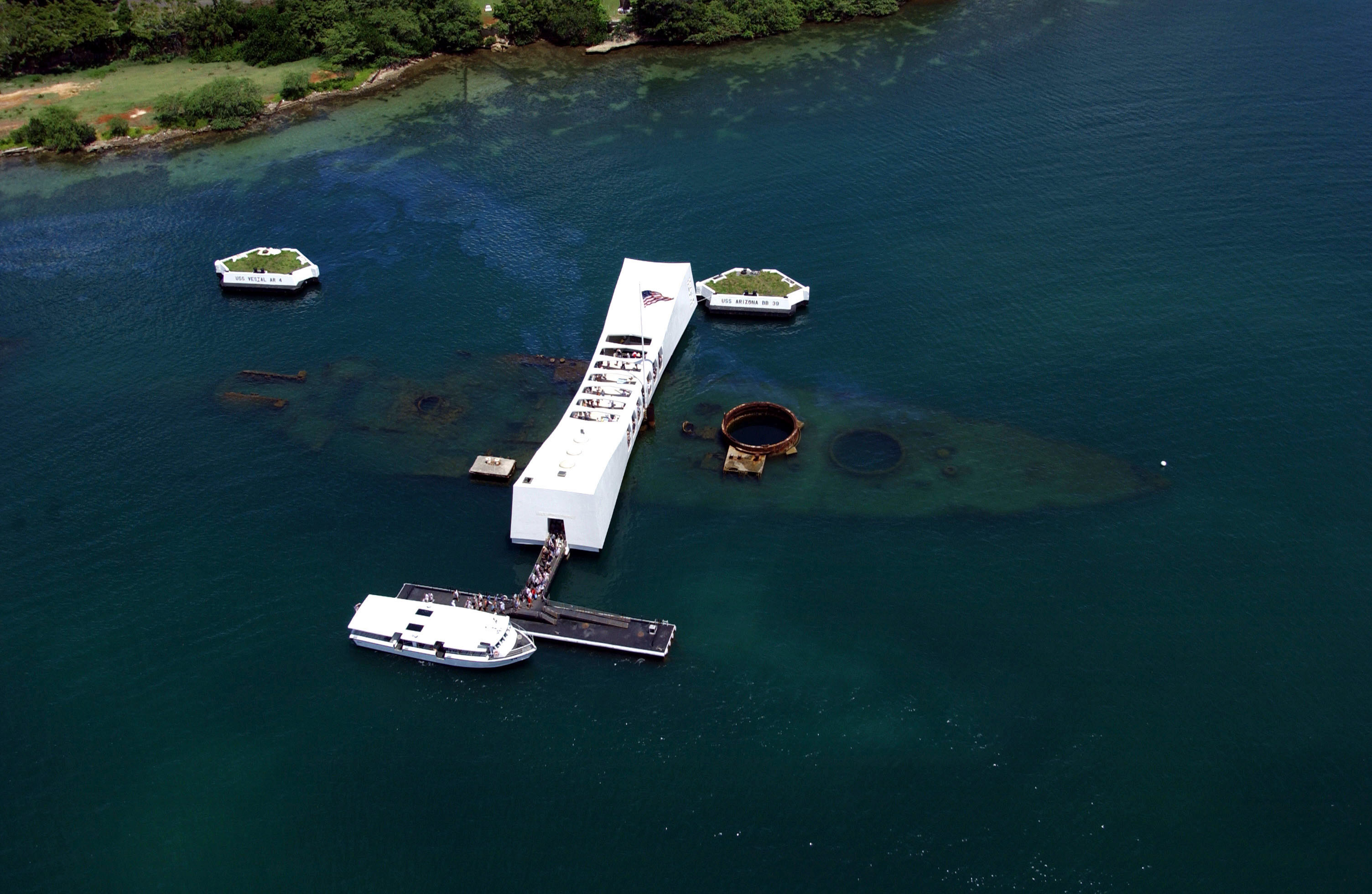
Una vista aérea del USS Arizona Memorial con un tour en un bote de la Armada atracado en el muelle como visitante para desembarcar y para visitar y rendir sus respetos a los marineros y marines que perdieron la vida durante el ataque a Pearl Harbor el 7 de diciembre de 1941. El naufragio se puede ver debajo del monumento.

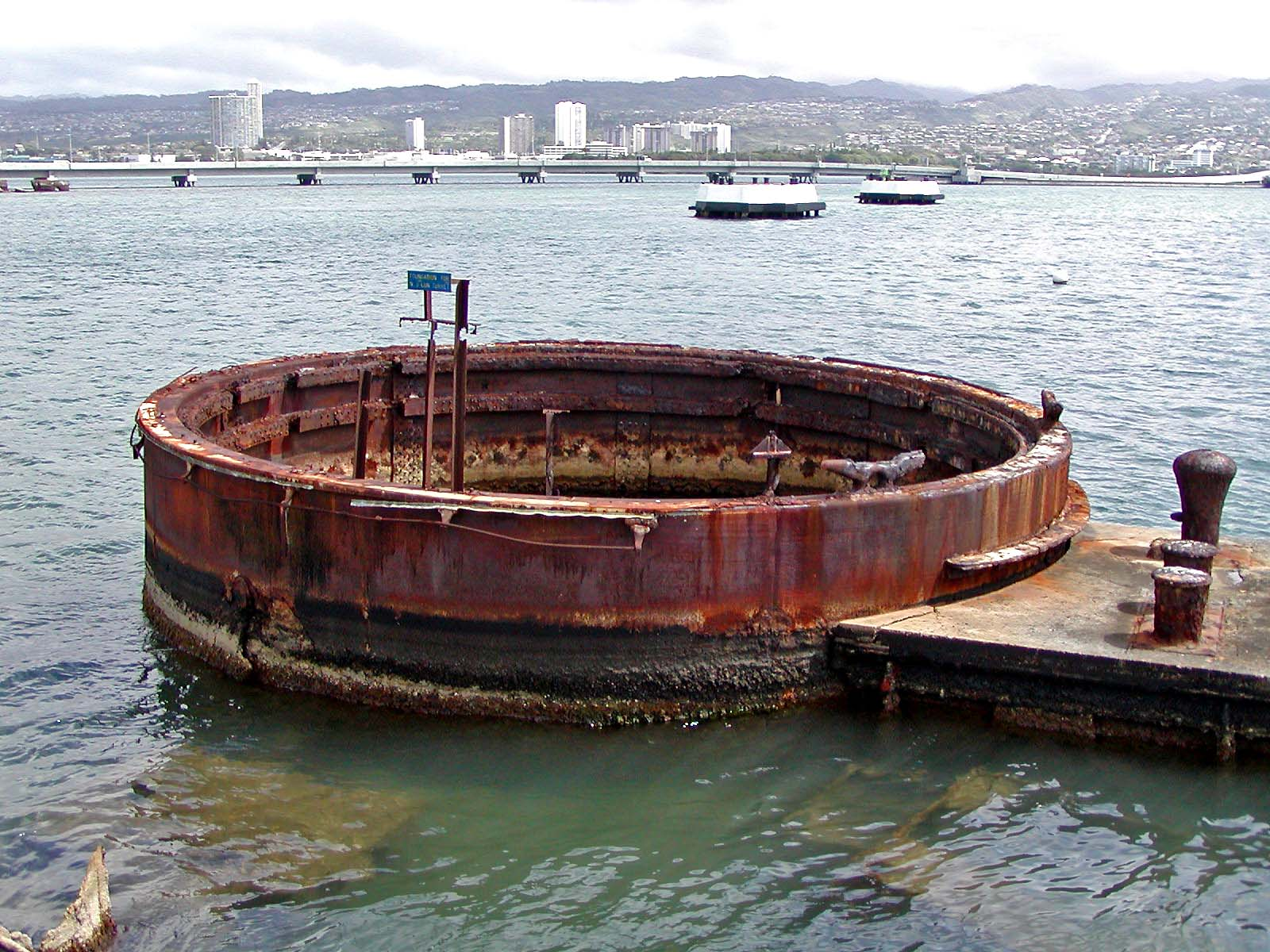
Base de una torreta del pecio.

El pecio de Arizona continúa en Pearl Harbor, como un monumento a los hombres de su tripulación que perdieron la vida aquella mañana de diciembre de 1941. El 7 de marzo de 1950, el almirante Arthur W. Radford, comandante en jefe de la Flota del Pacífico en ese momento, instituyó el izamiento de banderas sobre sus restos, y durante las administraciones de los presidentes Dwight D. Eisenhower y John F. Kennedy se legisló para designar al naufragio un santuario nacional, el 30 de mayo de 1962. Un monumento fue construido encima de los restos, incluido un salón con los nombres de los miembros de la tripulación fallecidos el día del ataque, que están en una pared de mármol. Si bien la superestructura y 3 de las 4 torretas principales fueron retiradas, la base de una de las torretas permanece visible por encima del agua. Los servicios religiosos se celebran periódicamente en el santuario, con un cada vez menor número de supervivientes del Arizona que asisten y han asistido a lo largo de los años.
En 2008, 66 años después de la explosión que destruyó al Arizona, todavía pueden verse fugas de fueloil del casco en la superficie del agua. El USS Arizona continúa derramando un cuarto de galón de fueloil por día en el puerto. Muchos de los sobrevivientes han dispuesto que sus cenizas sean arrojadas en los restos del buque, entre sus camaradas caídos. La Armada, en colaboración con el Servicio de Parques Nacionales, ha supervisado recientemente un mapeo computarizado del casco, teniendo cuidado en honor a su papel como un naufragio de una grave batalla. La Armada está considerando la posibilidad de mitigar la continua fuga de fueloil por algún medio no intrusivo, para evitar la ulterior degradación del ambiente del puerto.
El Arizona (BB-39), fue galardonado con la estrella de batalla por su servicio en la Segunda Guerra Mundial. El monumento nacional fue administrativamente incluido en el Registro Nacional de Lugares Históricos, el 15 de octubre de 1966. El barco mismo, fue designado lugar histórico nacional el 5 de mayo de 1989.
Una de las campanas originales del USS Arizona ahora cuelga en la Universidad de Arizona.
Un mástil y un ancla del USS Arizona se encuentran en el Wesley Bolin Memorial Plaza justo al este de la capital del estado de Arizona en el centro de Phoenix, Arizona. Otros artefactos de la nave se puede encontrar en la exposición permanente "Buque insignia de la Flota: la vida y la muerte del USS Arizona" en el Museo del Capitolio del Estado de Arizona.
Una sección plana del casco y otros artefactos del USS Arizona están en su lugar en el buque-escuela USS Arizona en la RTC de la Estación Naval de los Grandes Lagos.

## Enlaces externos

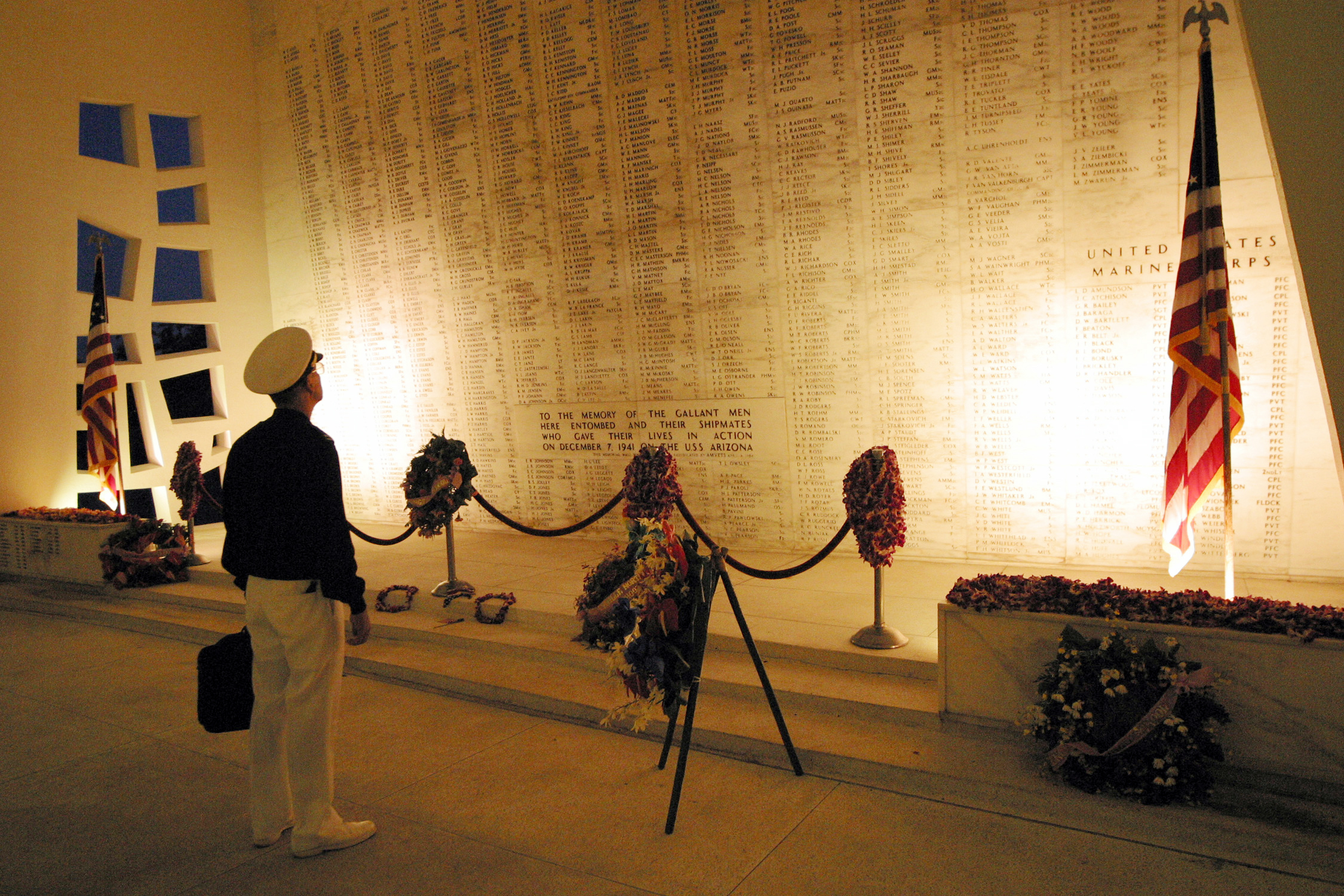
Un marinero observa la lista de los caídos de la tripulación del USS Arizona BB-39.